# H2O: Приключения с русалки
„H2O: Приключения с русалки“ (на английски: H2O: Mermaid Adventures) е анимационна версия на "H2O: Просто добави вода", която леко се отклонява от игралния вариант (русалките комуникират с морски същества, а градът е преименуван от Гоулд Коуст на Долфин Сити).

## Сюжет
Сериалът е комбинация от комедийни случки, силно приятелство и невероятни приключения на сушата в Долфин Сити и в удивителния подводен свят. Докато изследват мистериозния остров Мако, три съвсем обикновени момичета стават обект на вълшебно заклинание, което променя животите им завинаги. От сега нататък, когато някоя от тях докосне вода, тя се превръща в русалка. Неочаквани обстоятелства примамват момичетата в океана, където срещат нови приятели: Бърни (рак-отшелник), Зита (змиорка), Теди (костенурка), Сю (манта) и Карлота (медуза).

## Герои

### Главни
- Ема Гилбърт
- Клео Сертори
- Рики Чадуик
- Луис Маккартни
- Зейн Бенет
- Ким Сертори
- Елиът Гилбърт
- Бърни

### Второстепенни
- Байрън
- Мириам Кент
- Зита
- Теди
- Сю
- Карлота
- Вандалите
- Рони и Боби